# Слепи мишеви (ред)
Слепи мишеви, шишмиши, нетопири, или љиљци (Chiroptera, грч. χείρ - cheir = шака +  πτερόν - pteron = крило) су ред сисара које карактерише способност активног лета и ехолокације. Крила су им од коже која је чврсто разапета између дугих прстију њихових шака и зглобова. Шишмиши не лепршају читавим предњим удовима, као што то чине птице, већ лепршају ширењем прстију, који су врло дуги и прекривени танком кожном опном званом патагиум. Слепи мишеви обично лове ноћу, а одмарају се током дана, висећи наглавачке у пећинама, шупљем дрвећу, или зградама. Неке врсте слепих мишева живе саме, а неке у групама од по хиљаду и више јединки. Многе женке слепих мишева скупљају се у „обдаништима“ — колонијама у којима остављају своје младунце да се заједно греју једни до других док оне одлазе у лов.
Постоји око 1.100 врста слепих мишева на свету, што чини петину укупног броја класификованих врста сисара. Слепи мишеви су по бројности врста други у реду сисара (након глодара), јер чине око 20% свих класифицираних врста сисара у свету, са око 1.240 врста шишмиша подељених у два подреда:
- мегашишмиши (Megachiroptera) − мање специјализирани и углавном воћоједи, велики шишмиши или летеће лисице и
- микрошишмиши (Microchiroptera) − високо специјализирани и ехолоцирајући мали шишмиши.

Око 70% врста шишмиша су инсективори, док су већина осталих фругивори, тј. једу воће. Неколико врста, као што су они који једу рибе (Myotis vives) и хране се животињама (изузев инсектима), док су вампирски шишмиши хематофаги, тј. хране се  крвљу.
Шишмиши су присутни у већем делу света и обављају виталне еколошке улоге опрашивања цветова и распршивање воћног семена. Многе тропске биљне врсте у потпуности зависе од шишмиша за распршивање својих семена. Шишмиши су и економски важни, јер уништавају инсекте, смањујући тако потребу за употребом пестицида. Најмањи шишмиш је дужинe 29 – 34 , са распоном крила од 15  и тежином 2 - 2,6 грама. Такође је недвојбено најмања постојећа врста сисара са етрурском горопадницом, која је други кандидат.

## Опис
Шишмиши су једини летећи сисари, а уз птице и једини активно летећи кичмењаци. Неке групе сисара, као што су летећа веверица, бодљорепа веверица и летећи калонг, нпр. имају летне кожице између удова, али могу само клизити с вишег положаја према доле. Насупрот томе, шишмиши могу узлетети и увис.
Летна кожица садржи два слоја коже, а протеже се од коријена шаке до рамена и између ногу. Тај део се назива уропатагиум, који укључује и реп (ако постоји), а обично служи за обухватање плена. Палац је кратак, а нема га само у породици Furipteridae и завршава с канџом, док су преостала четири прста јако продужена и напињу летну кожицу. Велешишмиши претежно  имају канџу и на другом прсту, а већина ситношишмиша је нема. Трн на пети служи за затезање репне летне кожице. За разлику од већине других сисара, задње ноге шишмиша су окренуте уназад и завршавају с пет прстију, на којима су канџе. Густо, свиленкасто крзно им је обично сиво до смеђе боје, иако постоје њихове и беле и шарене врсте.
Величина ових животиња је доста променљива, те се по врстама јако разликује. Тако је свињолики шишмиш дуг само око 3  и тежак око 2 грама уз етрурског малог миша (званог и етрурска горопадница) сматра најмањим сисаром, док велешишмиш калонг може имати распон крила и до 1,7 m и досећи тежину од 1,5 .

## Понашање
Већина шишмиша (осим неких врста великих шишмиша) су ноћне животиње, које дан преспавају у неком од расположивих скровишта. При томе висе наглавачке, тј. с главом према доле, што им у случају опасности омогућава бег падом, једноставним отпуштањем канџица. За држање за подлогу им није потребна снага, јер његова тежина тела у висећем положају аутоматски скупља канџе око подлоге. Зато ни угинуле животиње не падају с хватишта. За оријентацију као и за утвђивање положаја ловине током ноћних летова, шишмиши имају врло добро развијену способност кориштења ултразвука, односно својих ехолокатора. Кроз уста и/или нос распростиру ултразвукове ван подручја чујности за људско ухо. Неке врсте (породица Megadermatidae и Phyllostomidae) за појачавање звука имају упадљиве израслине на носевима, које подсећају на какве листиће. Уши су им добро развијене и често с великим ушним шкољкама, што омогућава боље хватање ехоа испуштених ултразвукова. Мегашишмиши, осим розетних, немају ехолокацијски систем. Већина их има особито добро развијено чуло мириса.
Током дана, шишмиши спавају у најразличитијим склоништима, а најчешће на дрвећу. Стварају колоније које могу имати и више хиљада јединки, али постоје и врсте које су самотњаци. У хладнијим подручјима, зиму проводе у зимском сну или селе у топлија подручја. За вријеме дневног спавања, метаболизам им се успорава више него код свих осталих сисара.

## Исхрана
Зависно од врсте, шишмиши једу различиту храну. Према исхрани се сврставају у неколико група, које нису у вези са њиховом биосистематиком.
Извори хране:
- Инсекти: већина врста су инсективори. У ту групу спада већина европских врста.
- Воће: у ову групу која се претежно храни воћем спада већина ммегашишмиша. Међутим, неки ситни шишмиши Stenodermatinae се означавају као „воћни вампири”, а живе на америчком континенту. Представници ове групе живе само у тропским и суптропским подручјима, где током целе године има довољно воћа.
- Цветови и нектар: овом храном се претежно хране велешишмиши (Macroglossini) као и неки ситни шишмиши (Glossophaginae). Врсте које се овако хране имају мале јединке, које имају дуге њушке и језике, а имају важну улогу у опрашивању биљки.
- Кичмењаци: неке врсте се хране птицама, жабама, гуштерима и малим сисарма, укључујући глодаре и друге шишмише. То су претежно разне врсте из породица копљоносих шишмиша (Phyllostominae) и великокрилаца (Megadermatidae). Неке врсте породице Noctilionidae су се специјализовале за лов риба. Све су из подреда ситношишмиша.
- Крв: прехрану крвљу имају само три врсте вампирских шишмиша: Desmodontinae, Phyllostomidae и Vespertilionidae.[5][6][7][8][9][10]

## Размножавање
Опште обележје биологије шишмиша је ниска стопа размножавања. Женка се најчешће окоти само једном годишње, доносећи на свет само по једно младунче. Већина врста шишмиша има по две сисе, по чему су их раније (међу осталима и Карл фон Лине) сврставали у примате. Као надокнада за тако споро размножавање, шишмиши су у поређењу с другим сисарима сличне величине, релативно дуговечни. Неке јединке поживе и дуже од 20, а понекад и до 30 година.

## Угроженост
Многе врсте шишмиша су регистроване као угрожене, најчешће због уништавања станишта крчењем шума у тропима, али и у индустријски развијеним земљама, због прекомерне употребе пестицида и заштитних средстава у пољопривредној производњи. Према IUCN (International Union for Conservation of Nature and Natural Resources ili skraćeno World Conservation Union), 12 врста је већ изумрло, док је још 75 врста врло угрожено.

## Класификација
Издвајају се две главне групе.
Прву групу (Megachiroptera) чине летеће лисице. Ови слепи мишеви имају главу налик на лисице и хране се углавном биљном материјом, односно воћем, цвећем, нектаром и поленом. У потрази за храном користе своје крупне очи и оштро чуло мириса.
Припадници друге групе (Microchiroptera) слепих мишева углавном су месоједи који се хране инсектима, ситним сисарима, жабама, птицама, па чак и рибама. Ови слепи мишеви најчешће лове ноћу, користећи се ехолокацијом за одређивање места на којем се налази њихов плен. Кроз нос или уста они производе високе тонове, а потом користе своје велике уши да ухвате њихов одјек. На основу тога они стварају слику о околини и затим се великом брзином упућују према инсектима у лету, често и по мрклом мраку.
- Ред  - слепи мишеви
  - Подред Megachiroptera - велики љиљци
    - Породица Pteropodidae

  - Подред Microchiroptera - мали љиљци
    - Породица :
    - Породица :
    - Породица :
    - Породица :
    - Породица :
    - Породица :
    - Породица :
    - Породица :
    - Породица :
    - Породица :
    - Породица :
    - Породица :
    - Породица :
    - Породица :
    - Породица :
    - Породица :

## Галерија
- Шишмиш у Западној Вирџинији
- Antrozous pallidus
- Eptesicus serotinus
- Шишмиш у Ветреној дупци
- Шишмиш у Ресавској пећини